# Lobostemon cinereus
Lobostemon cinereus är en strävbladig växtart som beskrevs av Dc. Lobostemon cinereus ingår i släktet Lobostemon och familjen strävbladiga växter. Inga underarter finns listade i Catalogue of Life.